# Viola porteriana
Viola porteriana är en violväxtart som beskrevs av Charles Louis Pollard. Viola porteriana ingår i släktet violer, och familjen violväxter. Inga underarter finns listade i Catalogue of Life.